# Jérémy Gillet
Pour les articles homonymes, voir Gillet.
Jérémy Gillet, né le 5 août 2000 à Bruxelles, est un acteur belge.
Le 22 mars 2024, Jérémy Gillet décroche le prix du meilleur acteur de la compétition française du Festival Séries Mania 2024 pour son rôle de Louis XIII dans la série historique Une amitié dangereuse,,,.

## Biographie
Jérémy Gillet naît le 5 août 2000 à Bruxelles et vit en Belgique, dans les alentours de Waterloo et de Namur, jusqu'à l'âge de 17 ans. Il a une sœur aînée, devenue neuropsychologue.
Adolescent, il s'inscrit à des castings de publicité ou de figuration. De 2008 à 2020, il suit des cours de théâtre au cours d'art dramatique Le Foyer. À 16 ans, au détour d'un atelier de théâtre parisien, Jérémy Gillet rencontre un directeur de casting puis sa future agente, et tente sa chance à Paris. Malgré cela, l'acteur reste très attaché à la Belgique. Puis, de 2021 à 2023, il se forme à la classe libre du cours Florent.

## Filmographie

### Cinéma

#### Longs métrages
- 2019 : Lola vers la mer de Laurent Micheli
- 2022 : Un métier sérieux de Thomas Lilti : Simon
- 2023 : Arrête avec tes mensonges d'Olivier Peyon : Stéphane, jeune
- 2024 : Quelques jours pas plus de Julie Navarro : Jérémy

#### Moyens métrages
- 2017 : Une nuit, à travers champs de Guillaume Grélardon[10]

#### Courts métrages
- 2022 : Mouton noir de Déborah François

### Télévision

#### Séries télévisées
- 2018 : Mytho (saison 1) de Fabrice Gobert : Sam
- 2018 : Papa ou Maman de Frédéric Balekdjian : Fortet
- 2019 : À l'intérieur de Vincent Lannoo : Arnaud / Ariane
- 2020 : La Révolution d'Aurélien Molas : Justin[11]
- 2020 : Les Aventures du jeune Voltaire de Georges-Marc Benamou : Louis XV à 17 ans[12]
- 2020 : L'Agent immobilier d'Etgar Keret et Shira Geffen : le coursier vélo
- 2021 : L'Île aux trente cercueils de Frédéric Mermoud : Paul / Aurélien
- 2021 : Mytho (saison 2) de Fabrice Gobert : Sam[13],[14]
- 2022 : Des gens bien ordinaires d'Ovidie : Romain
- 2024 : Une amitié dangereuse d'Alain Tasma : Louis XIII
- 2024 : Nudes sur Amazon Prime Video : Sébastien (épisodes 8, 9, 10)
- 2024 : Martin Scorsese Presents: The Saints : Charles VII, dauphin puis roi de France

## Distinctions
- Festival Séries Mania 2024 : prix du meilleur acteur de la compétition française, pour son rôle de Louis XIII dans la série Une amitié dangereuse[15],[16],[17]